# Sarkaghat
Sarkaghat es un pueblo y nagar Panchayat  situada en el distrito de Mandi,  en el estado de Himachal Pradesh (India). Su población es de 4715 habitantes (2011). 

## Demografía
Según el censo de 2011 la población de Sarkaghat era de 4715 habitantes, de los cuales 2522 eran hombres y 2193 eran mujeres. Sarkaghat tiene una tasa media de alfabetización del 89,29%, superior a la media estatal del 82,80%: la alfabetización masculina es del 92,65%, y la alfabetización femenina del 85,53%.